# Dimitar Mirakovski
Dimitar Mirakovski, (en macédonien : Димитар Мираковски), né le 14 mai 1981, à Stroumitsa, en Macédoine, est un joueur et entraîneur macédonien de basket-ball. Il évolue au poste de meneur.